# Свети Георги (Ореховица)
Вижте пояснителната страница за други значения на Свети Георги.
„Свети Георги“ (на гръцки: Αγίου Γεωργίου) е българска възрожденска православна църква в боймишкото село Ореховица (Певкодасос), Егейска Македония, Гърция, част от Гумендженската, Боймишка и Ругуновска епархия на Вселенската патриаршия. Храмът е построен в XIX век от видния български строител Андон Китанов и е типичната за епохата трикорабна базилика. Оцеляла е в източната си част. В 1985 година църквата е обявена за защитен паметник на културата.